# Taken: Alla ricerca di Sophie Parker
Taken: Alla ricerca di Sophie Parker (Taken: The Search for Sophie Parker) è un film per la televisione americano del 2013 diretto da Don Michael Paul. Il film ha preso in prestito i temi e analogie nel franchising Taken, in particolare Io vi troverò e Taken - La vendetta. Il film è stato trasmesso in onda per la prima volta il 21 settembre 2013, a Lifetime.
Inoltre il film è andato in onda in Francia 14 aprile 2014 e il 24 aprile 2015 su TF1, è andato in onda in Italia il 30 luglio 2014 su Rai 2.

## Trama
Durante una vacanza a Mosca, la diciottenne Sophie Parker e la figlia dell'Ambasciatore americano vengono rapite. Starà a Stevie, madre di Sophie e detective della Polizia di New York, partire per la Russia per salvare la figlia entro 48 ore.

## Accoglienza
Il film TV è stato visto da 1,81 milioni di spettatori durante la sua prima trasmissione.